# دوروثي مكغوان
دوروثي مكغوان (بالإنجليزية: Dorothy McGowan)‏ هي عارضة وممثلة أمريكية، ولدت في 1939 في بروكلين في الولايات المتحدة.

## وصلات خارجية
- دوروثي مكغوان على موقع IMDb (الإنجليزية)
- دوروثي مكغوان على موقع أول موفي (الإنجليزية)
- دوروثي مكغوان على موقع قاعدة بيانات الفيلم (الإنجليزية)